# Asking Alexandria (álbum)
Asking Alexandria é o quinto álbum de estúdio da banda inglesa de rock Asking Alexandria. Foi lançado em 15 de dezembro de 2017 pela Sumerian Records. Este é o primeiro disco desde o retorno do vocalista original Danny Worsnop, bem como o primeiro álbum em que trabalharam com os produtores Matt Good e Jonathan Davis. Também marca uma leve distinção das raízes mais pesadas de metalcore dos trabalhos anteriores em direção a um som de hard rock com melodias mais presentes. Em 27 de dezembro de 2019, foi lançada a versão de luxo do álbum intitulada LP5 DLX.

## Composição

### Estilo
Este álbum foi descrito como hard rock, metalcore e post-hardcore, com elementos de pop.

## Lançamento e promoção
Em 21 de setembro de 2017, a banda lançou o single principal "Into the Fire". Eles lançaram um segundo single, intitulado "Where Did It Go?", em 25 de outubro de 2017. Em 25 de maio de 2018, a banda lançou o terceiro single "Alone in a Room" junto com um vídeo de letra correspondente. Em 15 de dezembro, a banda lançou seu quarto single "Vultures" e seu videoclipe completamente em animação correspondente.

## Recepção da crítica
O álbum Asking Alexandria recebeu opiniões geralmente positivas dos críticos. No Metacritic, que atribui uma classificação normalizada de 100 a críticas dos profissionais convencionais, onde tem uma pontuação média de 73 de 100 com base em 4 críticas, indicando "críticas geralmente favoráveis". A AllMusic deu ao disco uma opinião positiva, afirmando: "No geral, Asking Alexandria é um retorno digno da formação clássica, retendo os melhores aspectos de seu passado e dando passos em direção ao seu futuro. Independentemente de um tropeço ou outro, Asking Alexandria vale a pena ouvir. Enquanto The Black foi uma oferta aceitável em um momento em que parecia que seria um arranjo permanente, este agrupamento foi bem-sucedido e que o retorno à formação original foi uma decisão acertada."
| Críticas profissionais | Críticas profissionais |
| Pontuações agregadas   | Pontuações agregadas   |
| Fonte                  | Avaliação              |
| ---------------------- | ---------------------- |
| Metacritic             | 73/100                 |
| Avaliações da crítica  |                        |
| Fonte                  | Avaliação              |
| AllMusic               | [ 1 ]                  |
| The Guardian           | [ 15 ]                 |
| Louder Sound           | [ 16 ]                 |

Michacel Hann no The Guardian afirmou: "A banda de Iorque é o exemplo perfeito de um grupo que agrada quem gosta desse estilo - sons imponentes e monumentais, feitos com precisão para fazer multidões erguerem as mãos no ar. A fórmula é renovada - um quebra-cabeça furioso, digno do Slipknot, é inserido no meio das faixas 'Into the Air'; 'Hopelessly Hopeful' e 'When the Lights Come On' diminuem o metal e aumentam o pop - mas você nunca está a mais de alguns minutos de um refrão grandioso. Não soa como Def Leppard, mas lembra a disposição dessa banda em suavizar as arestas do metal e realçar as melodias." A Louder Sound deu ao álbum uma crítica positiva e afirmou: "No fim das contas, o Asking Alexandria não é um retrocesso ou um desvio - é um bicho totalmente novo, e que vai precisar de um zoológico maior."

## Lista de faixas
| N.º            | Título                           | Compositor(es)                                      | Duração |  |
| 1.             | "Alone in a Room"                | Danny Worsnop, Ben Bruce, Matt Good                 | 4:05    |  |
| 2.             | "Into the Fire"                  | Worsnop, Bruce, Good, James Cassells                | 3:57    |  |
| 3.             | "Hopelessly Hopeful"             | Worsnop, Bruce, Good, Cassells                      | 3:13    |  |
| 4.             | "Where Did It Go?"               | Worsnop, Bruce, Good                                | 3:13    |  |
| 5.             | "Rise Up"                        | Worsnop, Bruce, Good                                | 3:07    |  |
| 6.             | "When the Lights Come On"        | Worsnop, Bruce, Good, Cassells                      | 3:23    |  |
| 7.             | "Under Denver"                   | Worsnop, Bruce, Good                                | 4:05    |  |
| 8.             | "Vultures"                       | Worsnop, Bruce, Good                                | 3:28    |  |
| 9.             | "Eve"                            | Worsnop, Bruce, Good, Cassells                      | 3:58    |  |
| 10.            | "I Am One"                       | Worsnop, Bruce, Good                                | 3:32    |  |
| 11.            | "Empire" (participação de Bingx) | Worsnop, Bruce, Good, Cassells, Chanler Hendrickson | 4:16    |  |
| 12.            | "Room 138"                       | Worsnop, Bruce, Good, Cassells                      | 3:44    |  |
| Duração total: | Duração total:                   | Duração total:                                      | 44:07   |  |

Hidden track
| N.º            | Título                                                    | Compositor(es)                 | Duração |  |
| 13.            | "Into the Fire" (radio edit) / "Xplicit" (começa em 3:30) | Worsnop, Bruce, Good, Cassells | 5:40    |  |
| Duração total: | Duração total:                                            | Duração total:                 | 49:47   |  |

LP5 DLX
| N.º            | Título                                          | Duração |  |
| 13.            | "Into the Fire" (edição para rádio)             | 3:30    |  |
| 14.            | "Vultures" (versão rock)                        | 3:26    |  |
| 15.            | "Where Did It Go?" (Hyro the Hero mash-up)      | 2:17    |  |
| 16.            | "Perfect" (versão cover de Ed Sheeran; ao vivo) | 4:31    |  |
| 17.            | "Rise Up" (demo original)                       | 3:19    |  |
| 18.            | "Alone in a Room" (acústico)                    | 4:25    |  |
| 19.            | "Alone in a Room" (Dex Luthor remix)            | 3:17    |  |
| Duração total: | Duração total:                                  | 68:00   |  |

## Créditos
Créditos adaptados do AllMusic.
| Asking Alexandria - Danny Worsnop – vocais principais, guitarra adicional - Ben Bruce – guitarra principal, vocais de apoio, vocais na faixa 11 - Cameron Liddell – guitarra rítmica - Sam Bettley – baixo - James Cassells – bateria Músicos adicionais - Bingx – vocais convidados na faixa 11 - Hyro the Hero – vocais convidados na faixa 15 | Produções adicionais - Matt Good – produção, engenharia, teclados, programação - Jonathan Davis – produção - Will Beasley e Ryan Daminson – engenharia - Taylor Larson – mixagem - Ted Jensen – masterização - Don Sepulveda – gestor - Ash Avildsen e Nick Walters – A&R - Daniel McBride – trabalho de arte, layout - Sanjay Parikh – foto da banda - Steven Contreras – fotografia |

## Paradas
| Parada (2017                         | Melhor colocação |
| ------------------------------------ | ---------------- |
| Australian Albums (ARIA)             | 53               |
| Canadian Albums Chart (Billboard)    | 53               |
| German Albums (Offizielle Top 100)   | 71               |
| New Zealand Heatseeker Albums (RMNZ) | 5                |
| Dutch Albums (Album Top 100)         | 200              |
| Swiss Albums (Schweizer Hitparade)   | 63               |
| UK Albums (OCC)                      | 86               |
| US Billboard 200                     | 27               |